# Prédation intraguilde
La prédation intraguilde est un type d'interaction biologique à mi-chemin entre la compétition (- -) et la prédation (+ -) dans lequel une espèce tue ou dévore une autre espèce qui consomme des ressources similaires aux siennes et souvent limitées. Cette interaction se produit entre membres d’une même guilde, une guilde représentant un ensemble d’organismes qui exploitent de manière similaire les mêmes ressources environnementales (nourriture ou espace). Lorsqu'une espèce en dévore une autre, il s'agit de cannibalisme animal.
Ce concept se distingue de la compétition par le gain énergétique immédiat que le prédateur obtient en mangeant la proie intraguilde et de la prédation classique par le fait que cet acte réduit une possible compétition. De plus, ses impacts sur la dynamique des populations sont beaucoup plus complexes que la compétition ou la prédation pris à eux seuls.

## Acteurs

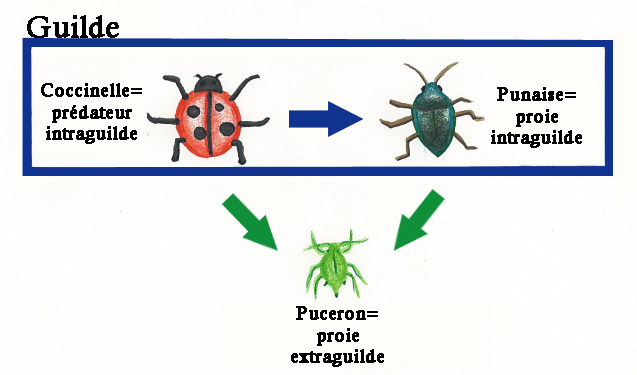
Dans cet exemple, le puceron est la proie extraguilde de la Coccinelle et de la Punaise. Ces deux espèces entrent également dans une interaction de type prédation intraguilde puisque la coccinelle est aussi le prédateur intraguilde de la punaise, sa proie intraguilde.

On distingue, dans la prédation intraguilde, trois acteurs importants ; le prédateur intraguilde, la proie intraguilde et la proie extraguilde. Ainsi, la prédation intraguilde se produit lorsque deux espèces prédatrices compétitionnent pour une même proie (proie extraguilde) et que l’une d’entre elles (prédateur intraguilde) se nourrit également de l’espèce prédatrice compétitrice (proie intraguilde),.

### Relation entre les acteurs
La prédation intraguilde peut être symétrique (bidirectionnelle) ou asymétrique (unidirectionnelle). Elle est qualifiée de symétrique lorsque les deux espèces à l’intérieur de la guilde peuvent jouer à la fois le rôle de prédateur ou de proie, selon les circonstances. Elle est dite asymétrique lorsque inévitablement, l’une des deux espèces de la guilde a un rôle de prédateur et l’autre de proie.
Si l’espèce A est parfois le prédateur de l’espèce B et qu’à d’autres moments, l’espèce B est le prédateur de l’espèce A, la relation est symétrique.
Si l’espèce A est toujours le prédateur de l’espèce B, la relation est asymétrique.

## Distribution taxonomique
La prédation intraguilde est largement répandue dans toutes les communautés et au sein de plusieurs groupes taxonomiques,. Une étude a démontré que la prédation intraguilde atteint, dans la nature, une fréquence de 58,4 % à 86,7 %. En plus d’être largement répandue, elle implique des espèces de tous les groupes des différents niveaux trophiques, soit des espèces carnivores, omnivores, herbivores et détritivores de la chaîne alimentaire. Toutefois, cette interaction est répartie inégalement à travers les différents niveaux trophiques et d’autres études sont nécessaires pour mieux comprendre ces modèles.
Il existe plusieurs restrictions qui font de sorte que ce n’est pas toutes les espèces qui peuvent se livrer à ce type d’interaction. Pour être une proie intraguilde, par exemple, l’espèce doit avoir au moins une proie et un prédateur, ce qui implique que seuls les organismes intermédiaires peuvent être des proies intraguildes. Dans le même ordre d’idées, pour être un prédateur intraguilde, un organisme doit manger plus d’une seule proie parce qu’autrement, il ne pourrait partager une proie avec sa proie.

## Types de prédation intraguilde
La prédation intraguilde, en plus de proposer une source alimentaire supplémentaire au prédateur intraguilde, réduit la compétition et les risques de prédation. Ainsi, le fait d’éliminer un compétiteur ou un prédateur potentiel fait en sorte que la consommation de la proie est parfois optionnelle. Dans cette optique, Éric Lucas propose quatre types de prédation intraguilde :
1. La prédation intraguilde protectrice : Le prédateur tue la proie intraguilde en appréhension d’une période plus difficile. Dans ce cas-ci la consommation de la proie est optionnelle.
2. La prédation intraguilde compétitive : Le prédateur tue la proie intraguilde dans le but de supprimer un compétiteur. Dans ce cas-ci la consommation de la proie est optionnelle.
3. La prédation intraguilde nutritionnelle : La proie intraguilde a une valeur nutritive supérieure à la proie extraguilde.
4. La prédation intraguilde opportuniste : Le prédateur choisit sa proie en fonction de sa taille et non selon la guilde ou le niveau trophique à laquelle elle appartient.

## Caractéristiques influençant la prédation intraguilde
La prédation intraguilde est influencée par plusieurs facteurs qui modifieront sa fréquence et sa direction. Ainsi, en plus des attributs biologiques et des caractéristiques liés aux organismes, d’autres éléments viennent agir sur la prédation intraguilde et ce, même au sein d’un groupe d’individus. Parmi les différents facteurs qui influencent la prédation intraguilde, il y a : « le stade de développement des organismes, leur spécialisation alimentaire, le degré de satiété et la stratégie de prédation du prédateur, la densité des acteurs, la présence d’une proie extraguilde alternative ainsi que le mode de distribution et les stratégies défensives des proies extraguildes ».

### La spécialisation alimentaire
Pour jouer le rôle de prédateur intraguilde, l’espèce doit être suffisamment polyphage pour pouvoir inclure plusieurs aliments dans sa diète. Elle implique donc des prédateurs généralistes plutôt que spécialistes.

### La taille relative
Dans plusieurs cas, la taille relative de l’adversaire détermine l’issue de l’interaction, avec les plus larges individus qui s’attaquent aux plus petits. Une plus grande taille est souvent synonyme de mécanismes de défenses plus performants et de plus de vigueur,.

### Les stades de développement des proies
Les différents stades de développement des proies intraguildes peuvent avoir une influence sur ce type d’interaction de deux façons. Premièrement, ils ont un rôle à jouer sur les capacités défensives des espèces. Les stades de développement peuvent influencer l’expérience, les facultés visuelles ainsi que la vitesse de réaction des espèces, ce qui pourrait les rendre plus vulnérables.
Deuxièmement, certains prédateurs sélectionnent leurs proies davantage selon leur taille qu’en fonction de leur niveau trophique. Dans cette situation, la structure d’âge des proies intraguildes peut avoir un impact considérable sur la prédation intraguilde, puisqu’elle peut être favorisée par les changements dans la taille des individus lors de leur développement. Ainsi, lorsque certaines espèces ont des stades de développement définis, la taille des juvéniles peut, à un certain moment, être semblable à celle de la proie habituelle, ce qui favorisera ce type d’interaction,.

### L’abondance des proies
La prédation intraguilde peut être influencée par l’abondance des proies. Elle augmente parfois avec la diminution dans l’abondance des proies extraguildes. Cette augmentation peut être passive, soit simplement en raison d’un plus grand nombre de proie intraguildes comparativement aux proies extraguildes, ou impliquer des changements actifs de comportements. Les prédateurs affamés peuvent élargir leur diète en incluant des membres de leur guilde.
Selon Lucas et al., quatre scénarios sont envisageables en ce qui concerne le rapport entre la densité des proies et le taux de prédation intraguilde :
1. La prédation intraguilde demeure stable, peu importe la densité de proies extraguildes.
2. La prédation intraguilde réagit à l’introduction de proies extraguildes en diminuant de façon exponentielle.
3. La prédation intraguilde peut diminuer de façon proportionnelle à l’augmentation de la densité de proies extraguildes.
4. La prédation intraguilde demeure invariable et importante à de faibles densités de proies extraguildes, mais diminue à de très grandes densités de ces proies.

### Les caractéristiques de l’environnement
Les caractéristiques de l’environnement peuvent avoir un impact considérable à la fois sur le succès et sur l’intensité de ce type d’interaction. En laboratoire, par exemple, la taille du territoire modifie la fréquence de la prédation intraguilde ; les petits espaces engendrent un plus haut niveau d’interaction de ce type que les plus vastes. Certaines activités humaines, comme l’utilisation de fertilisants, la lutte biologique ou l’aménagement du territoire, peuvent favoriser ou entraver les interactions de ce type entre les espèces prédatrices.
Les caractéristiques de la plante hôte peuvent aussi influencer la fréquence de la prédation intraguilde. Une plante hôte dont la structure est complexe peut freiner cette prédation en offrant un refuge idéal pour la proie intraguilde. D’autres éléments comme la densité des trichomes peuvent entraver la capacité de dispersion des organismes. Certaines études ont démontré qu’une végétation dont la structure est complexe favoriserait la coexistence entre les espèces d’une même guilde en accroissant le nombre d’abris disponibles, ce qui diminuerait la prédation intraguilde.

## Implications écologiques et effets sur la dynamique des populations
La prédation intraguilde est importante puisqu’elle affecte de façon significative la distribution, l’abondance et l’évolution de plusieurs espèces. Elle a des implications multiples au niveau des individus, des populations et des communautés,.
Tout d’abord, au niveau individuel, elle diminue la compétition en plus de fournir un apport énergétique au prédateur. La prédation intraguilde favorise également la dispersion des espèces concernées car la proie intraguilde choisira un cadre spatio-temporel différent du prédateur intraguilde. Cet endroit, bien qu’il soit probablement moins productif, sera plus sécuritaire pour la proie intraguilde.
Au niveau de la population, ce type d’interaction a des effets tant sur le prédateur intraguilde que sur la proie intraguilde ainsi que sur la proie extraguilde. Le prédateur intraguilde peut, par exemple, contribuer à la diminution de la population de la proie intraguilde et même mener à son extinction. En réponse à cette interaction, la proie intraguilde peut développer différentes stratégies défensives.
Cette interaction biologique a aussi un impact marqué sur la structure des communautés, bien qu’il soit extrêmement complexe de connaître la totalité des effets directs et indirects qu’elle cause. Selon les modèles théoriques, la prédation intraguilde peut mener à trois possibilités : la coexistence, l’extinction ou des états stables alternatifs.
Finalement, la prédation intraguilde peut engendrer des cascades trophiques. Par exemple, dans une communauté ayant des liens verticaux plutôt étroits, l'augmentation de l’abondance d’un prédateur supérieur de 3e niveau peut engendrer une baisse dans l’abondance d’un prédateur de 2e niveau ce qui, par effet de cascade trophique, provoque l'augmentation de l'abondance du consommateur de 1er niveau.

## La prédation Intraguilde en lutte biologique
La prédation intraguilde est un élément important à considérer en lutte biologique car elle peut avoir des impacts considérables sur la pratique. Elle peut générer une multitude d’effets indirects sur les espèces qui l’accompagnent, ce qui peut être tributaire du succès ou de l’échec d’un programme de lutte biologique.

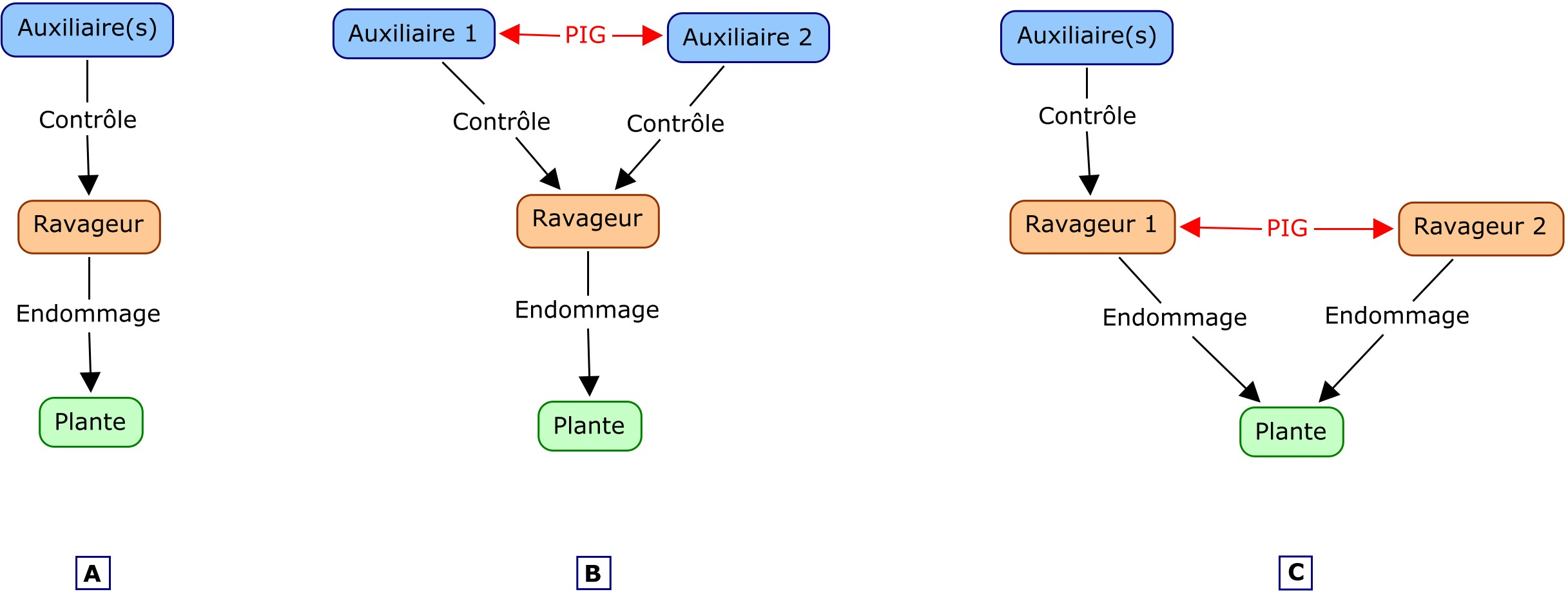
Dans la figure, le graphique A représente la lutte biologique, qui consiste à utiliser un ou des auxiliaires pour contrôler un ravageur. Dans l’image B, deux auxiliaires sont utilisés pour contrôler le ravageur, mais ces auxiliaires entrent également dans une interaction de type prédation intraguilde, ce qui peut limiter le contrôle du ravageur et par conséquent, influencer sur la réussite d’un programme de lutte biologique. L’image C représente également un exemple de lutte biologique où la prédation intraguilde influence la pratique, mais dans ce cas-ci, la prédation intraguilde a lieu entre les ravageurs.

Trois principaux scénarios sont à considérer lorsque des agents sont relâchés dans le cadre d’un programme de lutte biologique : il se peut que les agents relâchés s’attaquent entre eux, il se peut également que l’agent relâché s’attaque aux ennemis naturels indigènes et finalement, il est possible que les ennemis naturels indigènes s’attaquent à l’agent relâché,,.
La prédation intraguilde est souvent perçue comme un élément négatif à la lutte biologique, mais elle peut parfois s’avérer utile,. Effectivement, dans un bon programme de lutte biologique, il est préférable que l’interaction entre l’agent de contrôle et la proie se poursuive au fil des ans et qu’un équilibre s’établisse entre les deux. Si l’agent de contrôle est la proie intraguilde d’un prédateur intraguilde, ce prédateur peut favoriser la stabilisation de la population de l’agent de contrôle. Ainsi, en contrôlant à la fois le ravageur et l’agent de contrôle, cette interaction peut être la cause de la réussite d’un programme de lutte biologique. Toutefois, il est très complexe de définir dans quelles conditions cette interaction a un effet stabilisateur sur la structure des communautés.
Le cas du puceron du coton est un bon exemple pour rappeler l’importance de considérer la prédation intraguilde en lutte biologique. En 1993, un programme de lutte biologique a été mis sur pied en vue de contrôler le puceron Aphis Gossypii communément appelé le puceron du coton. C’est la chrysope prédatrice Chrysoperla carnea qu’on relâcha massivement dans les champs de coton américain afin de contrôler le ravageur. Toutefois, malgré des expériences en laboratoire prometteuses, le programme a eu un très faible impact sur les populations de pucerons. Cet insuccès a été attribué aux prédateurs indigènes des pucerons, comme les punaises et les coccinelles, qui s’attaquaient à l’espèce prédatrice introduite Chrysoperla carnea. L’interaction entre ces espèces est de type prédation intraguilde puisqu’elles ont toutes comme proie le puceron du coton, en plus de s’attaquer entre elles. Dans ce cas-ci, la prédation intraguilde a empêché l’ennemi naturel de contrôler le ravageur.

## Origine du concept
La relation entre les communautés naturelles a longtemps été observée selon le modèle de la pyramide trophique. Cette vision verticale de la chaîne alimentaire mettait l’accent sur les interactions entre les différents niveaux trophiques, sans trop se soucier des relations à l’intérieur d’un même niveau trophique. Cette représentation a par la suite été mise de côté pour laisser place à un modèle qui met de l’avant les liens complexes, aussi bien verticaux qu’horizontaux, entre les différents niveaux trophiques. C’est ce changement de représentation qui a permis de considérer certaines interactions complexes comme la prédation intraguilde.
Malgré le fait que ce sujet fut abordé en 1975 par Fox dans son article Cannibalism in natural populations, c’est seulement en 1989, dans un document intitulé The ecology and evolution of intraguild predation : potential competitors that eat each other, publié par Polis et al. que le concept, avec ses fondements théoriques, fut élaboré. Dans cet article, les auteurs ont démontré que la prédation intraguilde est une interaction taxonomique très répandue dans les communautés, qu’elle peut s’effectuer à plusieurs niveaux trophiques et qu’elle a le potentiel d’affecter la distribution, l’abondance et l’évolution des espèces impliquées.
Depuis la parution de cet article, le concept a été poussé plus loin, bien que les bases reposent toujours sur la vision de Polis et al. 1989. Les différentes études qui ont vu le jour depuis et qui se sont intéressées à ce type d’interaction ont apporté d’autres éléments visant à mieux comprendre les enjeux liés à la prédation intraguilde. Certaines études ont également permis une meilleure application de ce concept dans les différentes pratiques en sciences biologiques.